# جورج ويليامسون (دبلوماسي)
جورج ويليامسون (بالإنجليزية: George Williamson)‏ هو دبلوماسي أمريكي، ولد في 1829، وتوفي في 1882.